# Campillo de Azaba
Campillo de Azaba és un municipi de la província de Salamanca a la comunitat autònoma de Castella i Lleó. Limita al Nord amb Carpio de Azaba, a l'Est amb El Bodón, al Sud amb Ituero de Azaba i a l'Oest amb Espeja.

## Demografia
| 1991 | 1996 | 2001 | 2004 |
| ---- | ---- | ---- | ---- |
| 325  | 290  | 256  | 249  |